# Darageh-ye Oros Khān
Darageh-ye Oros Khān (persiska: دَرَكِۀ اُرُس خان, درگه ارس خان, Darakeh-ye Oros Khān) är en ort i Iran.   Den ligger i provinsen Västazarbaijan, i den nordvästra delen av landet, 500 km väster om huvudstaden Teheran. Darageh-ye Oros Khān ligger 1 282 meter över havet och antalet invånare är 319.
Terrängen runt Darageh-ye Oros Khān är platt norrut, men söderut är den kuperad. Terrängen runt Darageh-ye Oros Khān sluttar norrut.Runt Darageh-ye Oros Khān är det ganska tätbefolkat, med 80 invånare per kvadratkilometer. Närmaste större samhälle är Naqadeh, 17,0 km väster om Darageh-ye Oros Khān. Trakten runt Darageh-ye Oros Khān består i huvudsak av gräsmarker.